# Кубарь

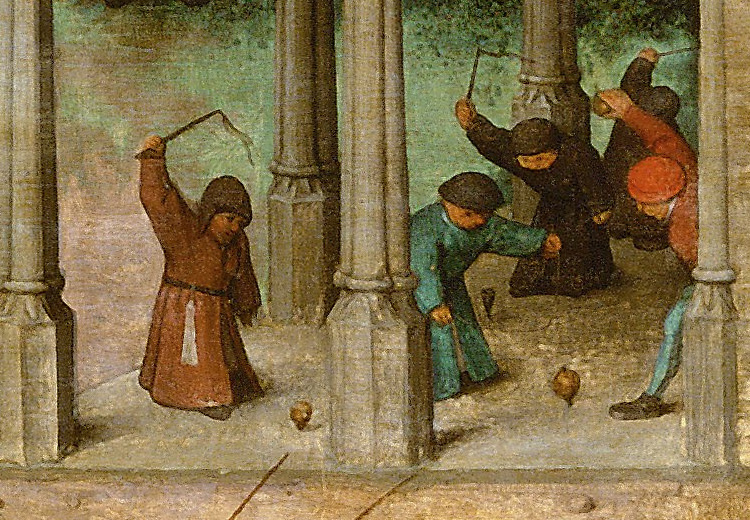
Дети, играющие в кубари с кнутиками, фрагмент картины «Детские игры» Питера Брейгеля Старшего

Куба́рь — детская игрушка, разновидность волчка, приводимого в движение при помощи «кнутика» или веревочки. Кубари были распространены в России с древнейших времен, о чём свидетельствуют, в частности, археологические находки на территории Новгорода.
Для игры в кубарь необходимы собственно кубарь — цилиндр диаметром от 4 до 8,5 см и высотой от 5 до 11 см с нижним концом, стёсанным до формы конуса — и кнутик на короткой рукоятке либо просто верёвочка длиной 50—80 см. Кубарь раскручивается при помощи верёвочки; подхлёстывая кубарь кнутиком, можно поддерживать его скорость вращения и заставлять двигаться в нужном направлении.

## В культуре
Существует русская народная поговорка «скатиться кубарем», то есть скатиться, вращаясь, с возвышенности, например, с горы или холма. Булгаков упоминает кубарь в повести «Собачье сердце»:
Пёс извернулся, спружинился и вдруг ударил в дверь здоровым правым боком так, что хрястнуло по всей квартире. Потом, отлетев назад, закрутился на месте, как кубарь под кнутом, причем вывернул на пол белое ведро, из которого разлетелись комья ваты.
Термин используется Достоевским в романе «Братья Карамазовы» (книга 11, глава 3, диалог Lise и Алексея Карамазова):

…Вы умеете кубари спускать?

— Умею.

— Вот это он, как кубарь: завертеть его и спустить и стегать, стегать, стегать кнутиком: выйду за него замуж и всю жизнь буду спускать.